# کاتن سیتی (نیومکزیکو)
کاتن سیتی، نیومکزیکو (به انگلیسی: Cotton City) یک منطقهٔ مسکونی در ایالات متحده آمریکا است که در نیومکزیکو واقع شده‌است. کاتن سیتی ۳۸۸ نفر جمعیت دارد و ۱٬۲۹۱٫۱۵ متر بالاتر از سطح دریا واقع شده‌است.